# Guido Celano
Guido Celano (Francavilla al Mare, 19 aprile 1904 – Roma, 7 marzo 1988) è stato un attore e regista italiano.

## Biografia
Guido Celano nacque a Francavilla al Mare. Dopo gli studi superiori condotti a Roma studiò recitazione, dedicandosi in un primo momento alla carriera teatrale. Fu notato da Mario Camerini, che lo volle nel film muto Rotaie (1929), dove compare in una brevissima sequenza. L'anno dopo interpretò, accanto a Leda Gloria, il film Terra d'incanti di Nicola Fausto Neroni, che «nel ferragosto del 1931 venne proiettato sugli schermi sonorizzato con dischi». Successivamente ebbe una parte nel film La lanterna del diavolo (1931) di Carlo Campogalliani. Nel 1932 ebbe il ruolo da protagonista nel film Palio di Alessandro Blasetti, nel quale Celano interpretò la parte di un fantino donnaiolo, Zarre, ancora accanto a Leda Gloria.
Da allora apparve in moltissimi film nei ruoli più diversi, lavorando nel cinema fino alla morte, spesso in parti di secondo piano o come caratterista. Nel 1967 esordì nella regia con due film western, tratti da suoi soggetti originali, firmati entrambi con lo pseudonimo di William First e per la cui sceneggiatura si avvalse del noto scrittore Luigi Silori: Uccideva a freddo e Giurò... e li uccise ad uno ad uno... Piluk il timido. Più volte, nella sua lunga carriera, interpretò la parte di un carabiniere, tanto da essere inserito nel libro speciale che l'Arma dedicò al cinema del settore. Prese parte anche a numerosi sceneggiati televisivi negli anni sessanta e settanta, da David Copperfield a L'isola del tesoro, da I Buddenbrook a Vivere insieme. Fu anche un valido doppiatore cinematografico.
Nel 1974, insieme a Dino De Laurentiis, Franco Cristaldi, Silvio Clementelli e Monica Vitti, ricevette il premio Medaglie d'oro, la vita per il Cinema. Complessivamente, Celano lavorò come attore dal 1929 (Rotaie) al 1988 (Via Paradiso), cioè per 59 anni, come Sir Laurence Olivier, che lavorò dal 1930 al 1989, e che l'American Film Institute considera l'attore cinematografico più longevo professionalmente.

## Vita privata
Celano visse per quasi sessant'anni accanto alla moglie, un'attrice del muto, nota con il nome d'arte di Tina Xeo, con la quale ebbe due figli, l'ultimo dei quali, Ruggero, morì trentenne per un incidente aereo nel 1976 ad Antalya (Turchia), insieme ad altre 153 persone, tra cui molti italiani.
Morì per le complicazioni di una peritonite acuta nel 1988.

## Filmografia

### Attore

#### Cinema
- Rotaie, regia di Mario Camerini (1930)
- Terra d'incanti, regia di Nicola Fausto Neroni (1930)
- La scala, regia di Gennaro Righelli (1931)
- La lanterna del diavolo, regia di Carlo Campogalliani (1931)
- Rubacuori, regia di Guido Brignone (1931)
- Palio, regia di Alessandro Blasetti (1932)
- L'armata azzurra, regia di Gennaro Righelli (1932)
- Acqua cheta, regia di Gero Zambuto (1933)
- Piccola mia, regia di Eugenio De Liguoro (1933)
- La serva padrona, regia di Giorgio Mannini (1934)
- Amore, regia di Carlo Ludovico Bragaglia (1935)
- Lo squadrone bianco, regia di Augusto Genina (1936)
- Ma non è una cosa seria, regia di Mario Camerini (1936)
- Musica in piazza, regia di Mario Mattoli (1936)
- Pietro Micca, regia di Aldo Vergano (1936)
- Il Corsaro Nero, regia di Amleto Palermi (1937)
- Il dottor Antonio, regia di Enrico Guazzoni (1937)
- Giuseppe Verdi, regia di Carmine Gallone (1938)
- Jeanne Doré, regia di Mario Bonnard (1938)
- Le sorprese del divorzio, regia di Guido Brignone (1939)
- Ultima giovinezza, regia di Jeff Musso (1939)
- Follie del secolo, regia di Amleto Palermi (1939)
- Il socio invisibile, regia di Roberto Roberti (1939)
- Fanfulla da Lodi, regia di Giulio Antamoro e Carlo Duse (1940)
- Arditi civili, regia di Domenico Gambino (1940)
- Il cavaliere di Kruja, regia di Carlo Campogalliani (1940)
- Primo amore, regia di Carmine Gallone (1941)
- Le due orfanelle, regia di Carmine Gallone (1942)
- La fabbrica dell'imprevisto, regia di Jacopo Comin (1942)
- Fedora, regia di Camillo Mastrocinque (1942)
- La maschera e il volto, regia di Camillo Mastrocinque (1942)
- Don Cesare di Bazan, regia di Riccardo Freda (1942)
- La bella addormentata, regia di Luigi Chiarini (1942)
- 4 passi fra le nuvole, regia di Alessandro Blasetti (1942)
- I cavalieri del deserto, regia di Gino Talamo e Osvaldo Valenti (1942)
- La statua vivente, regia di Camillo Mastrocinque (1943)
- Enrico IV, regia di Giorgio Pàstina (1943)
- Sinfonia fatale, regia di Victor Stoloff (1946)
- L'Affaire du Grand Hôtel, regia di André Hugon (1946)
- Legge di sangue, regia di Luigi Capuano (1947)
- Il fabbro del convento, regia di Max Calandri (1947)
- Rondini in volo, regia di Luigi Capuano (1949)
- Fabiola, regia di Alessandro Blasetti (1949)
- Amore di Norma, regia di Giuseppe Di Martino (1950)
- Peppino e Violetta (The Small Miracle), regia di Maurice Cloche (1950)
- Il deportato (Deported), regia di Robert Siodmak (1950)
- Donne e briganti, regia di Mario Soldati (1950)
- Il brigante Musolino, regia di Mario Camerini (1950)
- Il ladro di Venezia, regia di John Brahm (1950)
- Senza bandiera, regia di Lionello De Felice (1951)
- Sette ore di guai, regia di Marcello Marchesi (1951)
- I sette nani alla riscossa, regia di Paolo William Tamburella (1951)
- Viva il cinema!, regia di Enzo Trapani (1952)
- Femmina senza cuore, regia di Renato Borraccetti (1952)
- Penne nere, regia di Oreste Biancoli (1952)
- Altri tempi - Zibaldone n. 1, regia di Alessandro Blasetti (1952)
- Amore rosso - Marianna Sirca, regia di Aldo Vergano (1952)
- Legione straniera, regia di Basilio Franchina (1952)
- Jolanda, la figlia del Corsaro Nero, regia di Mario Soldati (1953)
- La mano dello straniero, regia di Mario Soldati (1953)
- Dramma nella Kasbah, regia di Edoardo Anton (1953)
- Ivan, il figlio del diavolo bianco, regia di Guido Brignone (1953)
- Giuseppe Verdi, regia di Raffaello Matarazzo (1953)
- I cinque dell'Adamello, regia di Pino Mercanti (1954)
- Ho pianto per te!, regia di Gino Rippo (1954)
- La prigioniera di Amalfi, regia di Giorgio Cristallini (1954)
- Tempi nostri - Zibaldone n. 2, regia di Alessandro Blasetti (1954)
- L'amante di Paride, regia di Marc Allégret ed Edgar G. Ulmer (1954)
- Attila, regia di Pietro Francisci (1954)
- Il barcaiolo di Amalfi, regia di Mino Roli (1954)
- La donna del fiume, regia di Mario Soldati (1954)
- Non c'è amore più grande, regia di Giorgio Bianchi (1955)
- Ragazze d'oggi, regia di Luigi Zampa (1955)
- L'ultimo amante, regia di Mario Mattoli (1955)
- Don Camillo e l'onorevole Peppone, regia di Carmine Gallone (1955)
- Storia di una minorenne, regia di Piero Costa (1956)
- Guerra e pace (War and Peace), regia di King Vidor (1956)
- Il padrone sono me, regia di Franco Brusati (1956)
- La castellana del Libano (La châtelaine du Liban), regia di Richard Pottier (1956)
- Uomini e lupi, regia di Giuseppe De Santis (1956)
- Il conte di Matera, regia di Luigi Capuano (1957)
- Io Caterina, regia di Oreste Palella (1957)
- Orizzonte infuocato, regia di Roberto Bianchi Montero (1957)
- Amarti è il mio destino, regia di Ferdinando Baldi (1957)
- Mattino di primavera, regia di Giacinto Solito (1957)
- I sogni nel cassetto, regia di Renato Castellani (1957)
- Anche l'inferno trema,regia di Piero Regnoli (1958)
- La diga sul Pacifico (This Angry Age), regia di René Clément (1958)
- Fortunella, regia di Eduardo De Filippo (1958)
- Arrivederci Roma, regia di Roy Rowland (1958)
- Giovani mariti, regia di Mauro Bolognini (1958)
- Valeria ragazza poco seria, regia di Guido Malatesta (1958)
- La tempesta, regia di Alberto Lattuada (1958)
- Journey to the Lost City, regia di Fritz Lang (1959)
- Il vendicatore, regia di William Dieterle (1959)
- La tigre di Eschnapur (Der Tiger von Eschnapur), regia di Fritz Lang (1959)
- La grande guerra, regia di Mario Monicelli (1959)
- Il sepolcro indiano (Das indische Grabmal), regia di Fritz Lang (1959)
- Il padrone delle ferriere, regia di Anton Giulio Majano (1959)
- Le bellissime gambe di Sabrina, regia di Camillo Mastrocinque (1959)
- Il bell'Antonio, regia di Mauro Bolognini (1960)
- Cartagine in fiamme, regia di Carmine Gallone (1960)
- Jovanka e le altre (5 Branded Women), regia di Martin Ritt (1960)
- Sotto dieci bandiere, regia di Duilio Coletti (1960)
- La donna dei faraoni, regia di Viktor Tourjansky (1960)
- Il gobbo, regia di Carlo Lizzani (1960)
- Tutti a casa, regia di Luigi Comencini (1960)
- Il re di Poggioreale, regia di Duilio Coletti (1961)
- Rosmunda e Alboino, regia di Carlo Campogalliani (1961)
- Il carabiniere a cavallo, regia di Carlo Lizzani (1961)
- Barabba, regia di Richard Fleischer (1961)
- Maciste contro il vampiro, regia di Duccio Tessari (1961)
- Ipnosi, regia di Eugenio Martín (1962)
- I briganti italiani, regia di Mario Camerini (1962)
- Il segno di Zorro, regia di Mario Caiano (1963)
- Il disco volante, regia di Tinto Brass (1963)
- L'immortale (L'immortelle), regia di Alain Robbe-Grillet (1963)
- L'invincibile cavaliere mascherato, regia di Umberto Lenzi (1963)
- Un fiume di dollari, regia di Carlo Lizzani (1966)
- La bionda di Pechino, regia di Nicolas Gessner (1967)
- Boccaccio, regia di Bruno Corbucci (1972)
- La violenza: quinto potere, regia di Florestano Vancini (1972)
- Flavia, la monaca musulmana, regia di Gianfranco Mingozzi (1974)
- Lo sgarbo, regia di Marino Girolami (1975)
- Mark il poliziotto spara per primo, regia di Stelvio Massi (1975)
- La legge violenta della squadra anticrimine, regia di Stelvio Massi (1976)
- L'educatore autorizzato, regia di Luciano Odorisio (1980)
- Sciopèn, regia di Luciano Odorisio (1982)
- I due carabinieri, regia di Carlo Verdone (1984)
- Via Paradiso, regia di Luciano Odorisio (1988)

#### Televisione
- L'isola del tesoro, regia di Anton Giulio Majano (1959)
- Fuente Ovejuna, regia di Anton Giulio Majano (1959)
- Una tragedia americana, regia di Anton Giulio Majano (1962)
- Prima di cena, regia di Anton Giulio Majano, commedia trasmessa il 19 agosto 1963
- Due nell'azienda, originale televisivo di Nicola Manzari, regia di Gennaro Magliulo, trasmesso il 30 gennaio 1964
- La cittadella, regia di Anton Giulio Majano (1964)
- Don Giacinto a forza, regia di Anton Giulio Majano (originale TV, 1966)
- Tenente Sheridan: la donna di cuori, regia di Leonardo Cortese (serie TV in 5 episodi, 1969) - episodi III, IV e V
- La resa dei conti: dal Gran Consiglio al processo di Verona, regia di Marco Leto (film TV in 2 puntate, 8 e 10 aprile 1969)
- Il processo Cuocolo, regia di Gianni Serra
- I Buddenbrook, regia di Edmo Fenoglio (1971)
- E le stelle stanno a guardare, regia di Anton Giulio Majano (1971)
- Agostino d'Ippona, regia di Roberto Rossellini (film TV, 1972)

### Regista e attore
- Uccideva a freddo (1967)
- Giurò... e li uccise ad uno ad uno... Piluk il timido (1968)

### Doppiatore
- Clancy Cooper in I migliori anni della nostra vita
- Joe Robinson in Barabba
- Crahan Denton in Il buio oltre la siepe
- Jerry Holmes in La conquista del west
- Peter Scalia in Un uomo da marciapiede
- Lenny Montana in Il Padrino
- Un soccorritore in Silkwood
- Renato Pinciroli in Per amore di Cesarina
- Bruce Watson e Byron Morrow in E Johnny prese il fucile
- Emilio Delgado in Sesamo apriti

## Doppiatori
- Giorgio Capecchi in Jolanda, la figlia del Corsaro Nero, Giuseppe Verdi
- Bruno Persa in Don Camillo e l'onorevole Peppone
- Ignazio Balsamo in Il bell'Antonio
- Gualtiero De Angelis in Rosmunda e Alboino
- Arturo Dominici in I briganti italiani

## Premio Guido Celano
Il Premio Guido Celano nasce da un'idea del maestro Davide Cavuti, compositore e regista francavillese, per omaggiare il miglior interprete della stagione teatrale del Teatro Sirena di Francavilla al Mare, città natale dell'attore.
La giuria è composta per metà dal pubblico abbonato al teatro e per l'altra metà da una commissione tecnica.
Nel 2019 il riconoscimento è stato vinto dall'attore Luca Argentero, interprete dello spettacolo È questa la vita che sognavo da bambino? con la regia di Edoardo Leo. Il premio è stato consegnato da Virginia Celano, figlia dell'attore.
Nel 2021, il premio è stato ritirato dall'attore Marco Bocci.